# Le Républicain Lorrain
Le Républicain Lorrain è un quotidiano francese fondato a Metz nel 1919. Il giornale è distribuito nella regione Lorena (dal 2016 confluita nella regione Grand Est) in sette edizioni locali.
Il quotidiano appartiene alla banca francese Crédit Mutuel, proprietaria anche dei giornali L'Alsace e Le Pays.

## Storia

### Fondazione del giornale

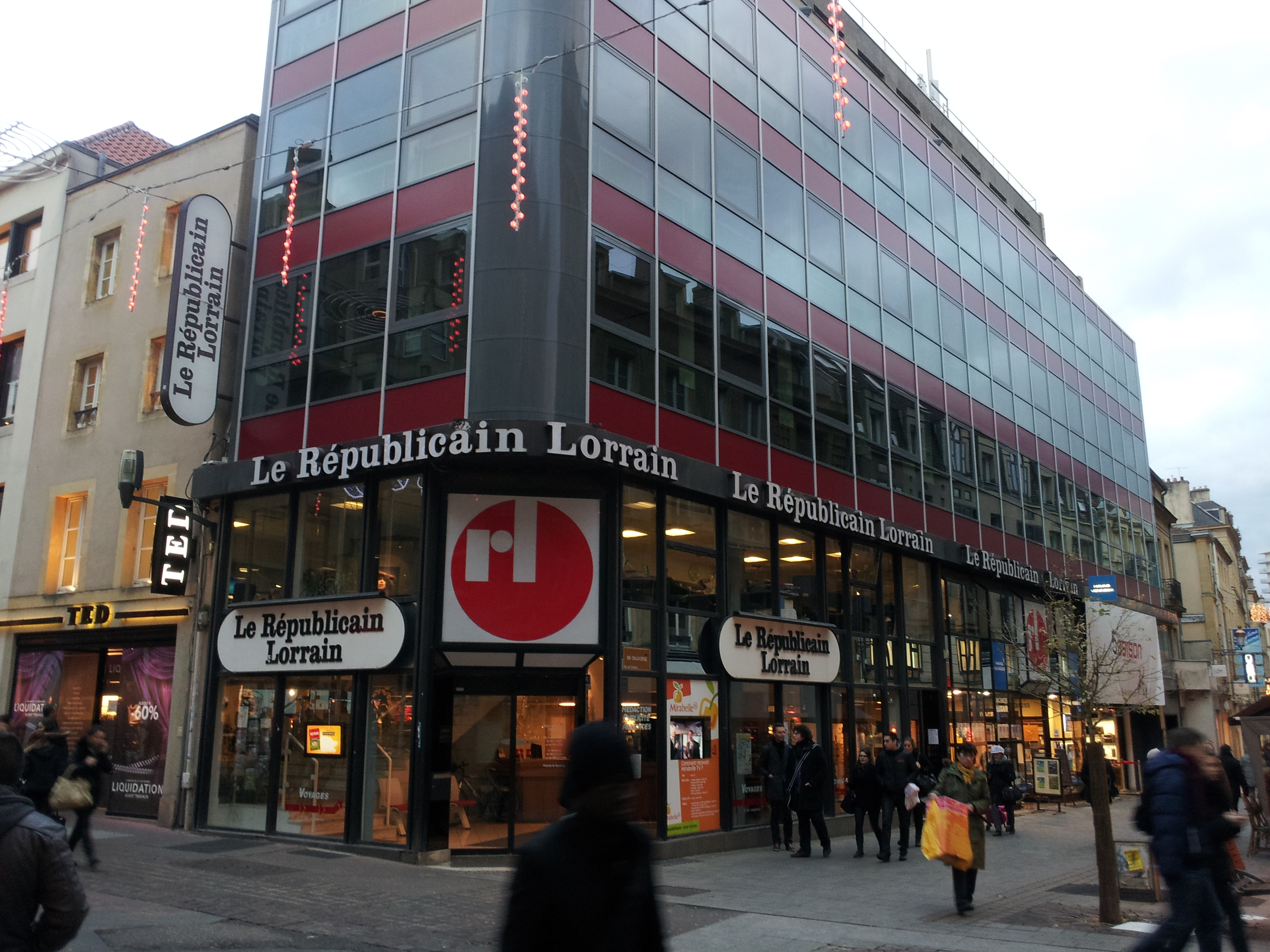
La prima sede de Le Républicain Lorrain, in rue Serpenoise, a Metz.

Il 19 giugno 1919, qualche mese dopo il ritorno dell'Alsazia-Lorena alla Francia, fu pubblicato per la prima volta a Metz il Metzer Freies Journal, sottotitolato Le Lorrain Républicain, in lingua tedesca (dal 1871 la lingua ufficiale in Alsazia-Mosella). Il giorno successivo, il sottotitolo del giornale fu cambiato in Républicain Lorraine.
Solo a partire dal 1936 il quotidiano fu pubblicato interamente in francese, mentre la versione tedesca, ribattezzata France Journal rimase attiva fino al 1989.
Nel 1940 Victor Demange interruppe la pubblicazione del giornale a causa della seconda guerra mondiale. Questa riprese solo nel 1945, al termine del conflitto.

### Il dopoguerra
Nel 1958 Marguerite Puhl-Demange, la figlia di Victor Demange, prese il timone del giornale, che iniziò ad acquisire importanza, mantenendo negli anni il primato di primo quotidiano della regione per numero di copie e diffusione tra i lettori.
Dal 2017 il giornale è pubblicato dal gruppo CM11-CIC. Nel 2012 la sua circolazione giornaliera è stata di 123 357 copie.